# Presidente do Conselho de Ministros de Portugal
O Presidente do Conselho de Ministros é um cargo político que, atualmente, em Portugal, é exercido pelo Primeiro-ministro, aquando da ocorrência do Conselho de Ministros.
No entanto, durante o Segundo Liberalismo, ou seja, na vigência da Monarquia Constitucional entre 1834 e 1910, este era o título equivalente ao atual Primeiro-ministro.

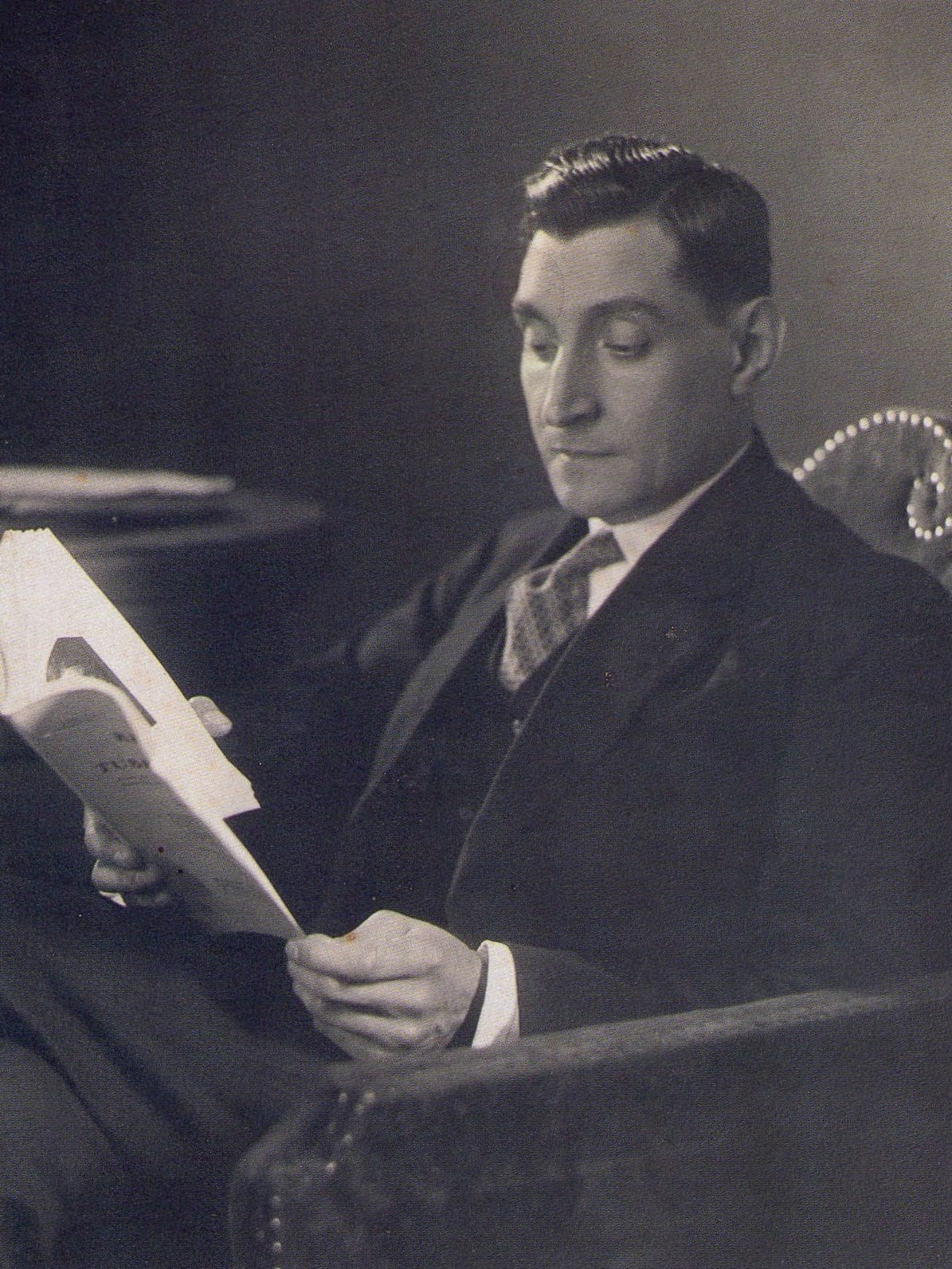
António de Oliveira Salazar, o Presidente do Conselho de Ministros que por mais tempo ocupou o cargo (36 anos e 84 dias)

Bandeira do presidente do Conselho (1952–1972).

## Presidente do Conselho de Ministros durante o Estado Novo
O Presidente do Conselho de Ministros, por vezes denominado apenas de Presidente do Conselho, era o chefe do governo na época do Estado Novo (1933-1974) e o cargo político de facto mais poderoso do Estado Português.
Durante esse período de 1933 a 1974, Portugal teve dois Presidentes do Conselho: António de Oliveira Salazar, de 1933 a 1968, e Marcello Caetano, de 1968 até 1974. Em 1974 deu-se a Revolução dos Cravos em Portugal, que derrubou o regime.